# HMCS Haida (G63)
HMCS Haida (G63) je torpédoborec Kanadského královského námořnictva třídy Tribal. Byl jedním z osmi torpédoborců této třídy provozovaných kanadským námořnictvem. Ve službě byl v letech 1943–1963. Bojově nasazen byl za druhé světové a korejské války. Po vyřazení byl zachován jako muzejní loď. Je to poslední dochovaný torpédoborec třídy Tribal.

## Stavba

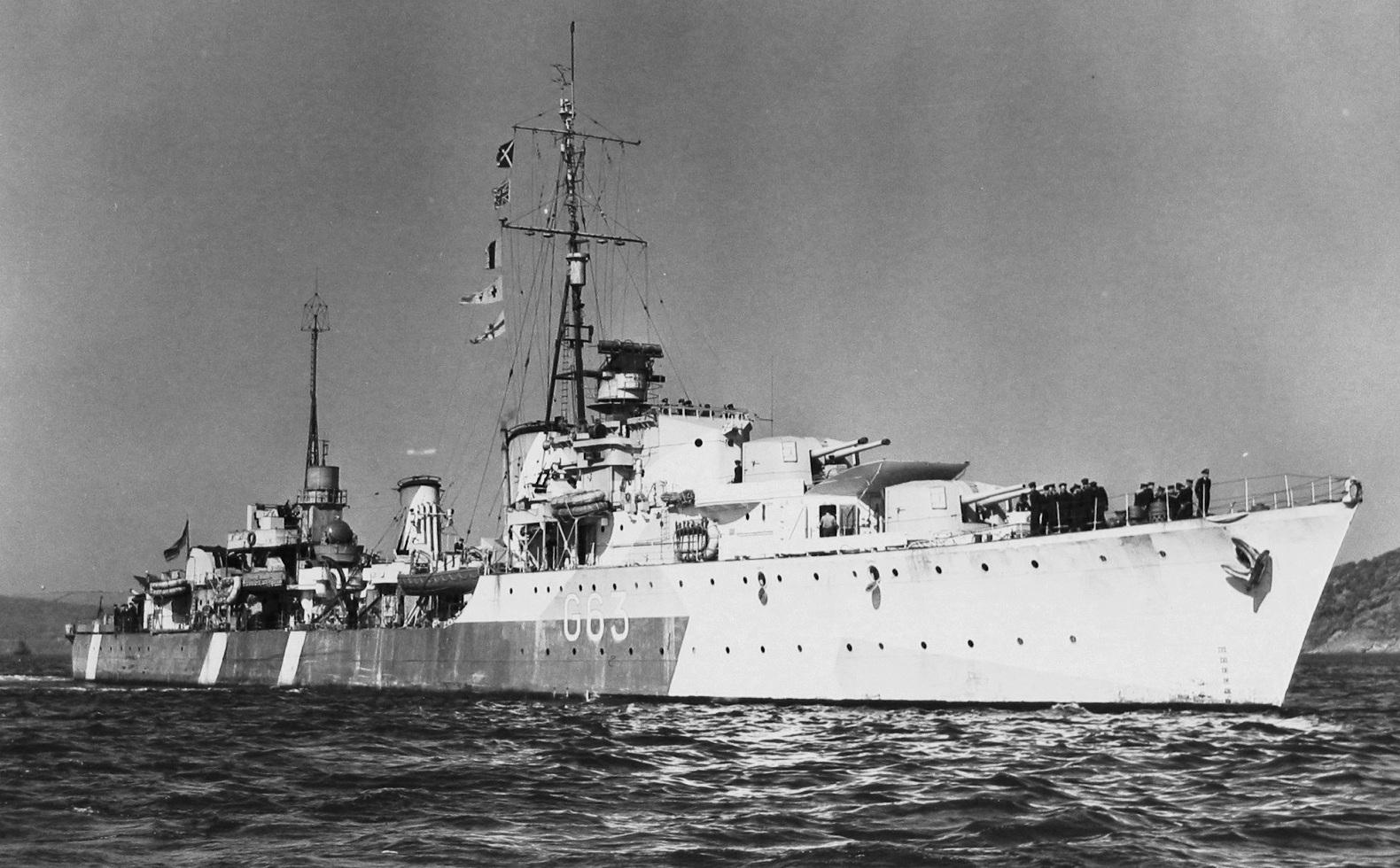
Haida za druhé světové války

Torpédoborec postavila britská loděnice Vickers-Armstrongs v Newcastle upon Tyne. Do služby byl přijat 30. srpna 1943.

## Služba

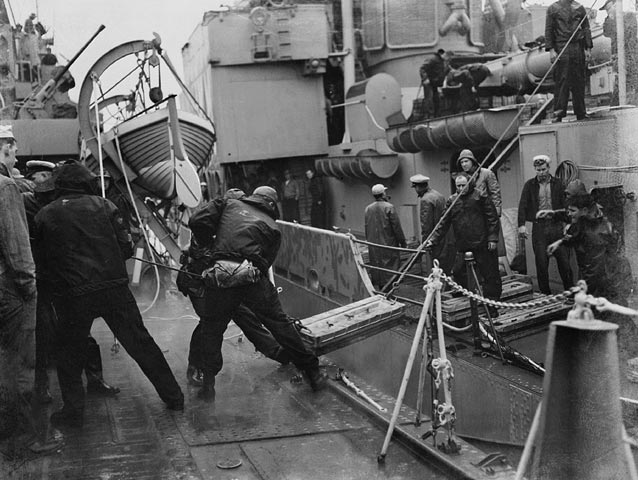
Haida během doplňování munice za korejské války

Torpédoborec Haida do služby vstoupil roku 1943, tedy na vrcholu druhé světové války. V prvních měsících své služby operoval ze Scapa Flow a dvakrát doprovázel arktické konvoje do Murmansku (JW 55A a JW 55B). Německý pokus o napadení konvoje JW 55B vedl k potopení bitevního křižníku Scharnhorst v bitvě u Severního mysu. Část eskorty konvoje se bitvy zapojila, zatímco další (včetně torpédoborce Haida) chránily samotný konvoj.
Od ledna do dubna 1944 se podílel na operacích v Lamanšském průlivu a Biskajském zálivu, přičemž v červnu 1944 se zapojil do invaze do Normandie. V dubnu 1944 se podílel na potopení německých torpédovek třídy Elbing T-29 a T-27, v červnu 1944 se podílel na potopení německého torpédoborce Z-32 typu Zerstörer 1936A Narvik a ponorky U-971 Typu VIIC a v srpnu 1944 ještě minolovky M-486. V září 1944 odplul do Halifaxu kvůli údržbě. Počátkem roku 1945 se vrátil do Evropy, aby v březnu 1945 doprovodil další konvoj do SSSR a následně se podílel do operací podél norského pobřeží. Po skončení války v Evropě odplul do Halifaxu a v březnu 1946 byl převeden do rezervy.
Do služby se vrátil roku 1947 a následně se po tři roky účastnil cvičení NATO. V letech 1950–1952 byl modernizován (mimo jiné dostal vrhač Squid). Do služby se vrátil 11. března 1952 jako HMCS Haida. Stal se tak první válečnou lodí nesoucí označení HMCS. Následně byl v letech 1953–1954 dvakrát výslán do Korejské války, přičemž v obou případech obeplul svět. Po válce sloužil k výcviku. Dne 11. října 1963 byl vyřazen ze služby.

## Muzejní loď

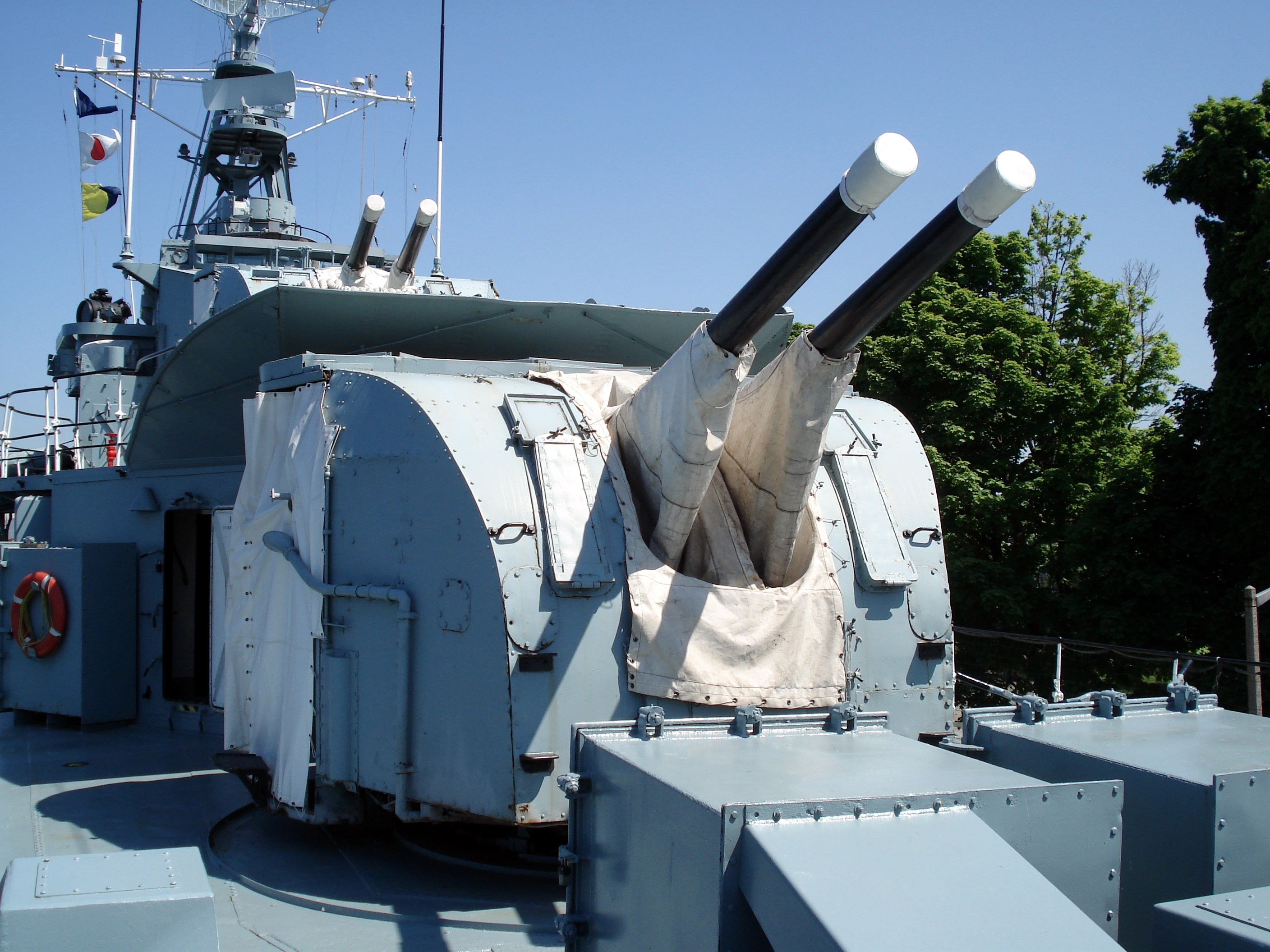
120mm kanóny

Původně bylo plánováno torpédoborec sešrotovat. Skupina obyvatel Toronta však zorganizovala úspěšnou sbírku na jeho odkoupení a přeměnu na památník. V srpnu 1965 byl v Torontu zpřístupněn veřejnosti jako muzejní loď. Od roku 1970 do roku 2002 kotvil v Ontario Place v Hamiltonu. Roku 2002 jej koupila organizace Parks Canada, která jej po opravě přesunula na nádřeží Hamiltonu.
Dne 26. května 2018 se torpédoborec Haida stal ceremoniální vlajkovou lodí kanadského námořnictva.